# Jantje Hendrikx
Jantje Hendrikx (Weert, 15 januari 1923 – Weert, 21 januari 2009) was een Nederlands zanger en accordeonist.
Hendrikx vormde samen met Johnny Hoes het duo De Twee Jantjes. Samen met zijn vrouw Ria Roda vormde hij het duo Jan en Ria Hendrikx, dat grammofoonplaten uitbracht met nummers als Ik heb een pompstation gepacht en Bella Monika.
Ook als soloartiest had hij succes.

## Discografie

### Singles
| Single met eventuele hitnotering(en) in de Nederlandse Top 40 | Datum van verschijnen | Datum van binnenkomst | Hoogste positie | Aantal weken | Opmerkingen |
| ------------------------------------------------------------- | --------------------- | --------------------- | --------------- | ------------ | ----------- |
| Pre-Top 40                                                    |                       |                       |                 |              |             |
| Ik wou dat m'n moeder me kwam halen                           | 1963                  |                       |                 |              |             |
| Maar een klein eindje verder                                  | 1963                  |                       |                 |              |             |
| Jongens zet 'm op                                             | 1965                  |                       |                 |              |             |
| De Mottekop                                                   | 1966                  |                       |                 |              |             |